# Володимирівка (Хмільницький район)
Володи́мирівка (до 1928 року — хутір Фавстинівка, з 1928 по 2016 р. — Черво́на Володи́мирівка) — село в Україні, у Жданівській сільській громаді Хмільницького району Вінницької області. Населення на січень 2010 р. становило 119 осіб.
Відстань до райцентру м. Хмільник 25 км, до обласного центу м. Вінниця 80 км, до столиці України 250 км.
Село розташоване в північно-західній частині Вінниччини (північне Поділля), на стику трьох областей — Вінницької, Житомирської та Хмельницької, біля витоку невеличкої річки Попівка (притока Случі).

## Історія
З давніх часів на цій місцевості біля торгового шляху знаходилось декілька хат, корчма, хутір носив назву Видумка на польській карті (на австрійській карті 1910 року хутір Волицький). На момент заснування села навколишні поля належали мешканцям с. Велика Волиця, Любарського району, Житомирської області (до революції ці землі розміром 750 гектарів були виграні в карти поміщиком із села Велика Волиця у сусіднього поміщика із села Бичева). Село Велика Волиця на початку XX ст. було перенаселеним, хати стояли «стріха біля стріхи», що призводило до тяжких наслідків при пожежах — вигорали цілі кутки села. Для обробітку землі приходилось долати відстань до 8 км, тому було прийнято рішення переселитись охочим у нове село, при цьому кожній сім'ї виділялась велика земельна ділянка в розмірі 60 соток під будівництво житлового будинку, господарських споруд, саду і городу. Список першопоселенців від Возного В. А.
Для оформлення меж майбутнього поселення, присадибних ділянок приїхав землемір, який квартирувався на хуторі Фастанівка, що знаходився на північ, на відстані одного кілометра від майбутнього села, у хаті Зданевича Павла Яновича. Землемір йому сказав, «я дав новому селу назву Червона Володимирівка, так як зараз влада червона, а моє ім'я Володимир і під такою назвою я зареєстрував село в державній установі». Ось так з 1928 року веде свою історію село.
Наприкінці 20-х років почався процес колективізації, боротьби з приватною власністю, що викликало незадоволення у селян нашого краю.5 березня 1930 року жителі села, оповіщені Пшеничним Степаном, пішли на мітинг протесту в село Мар'янівка, який був розігнаний прибулим озброєним військовим загоном. Ці протестні виступи селян отримали назву «волинка».
В 30-х роках в селі був організований колгосп «Червоний степовик» (степом називали ці землі місцеві жителі). Завдяки працьовитим рукам родючі чорноземи давали добрі врожаї цукрових буряків, пшениці, жита, ячменю, гороху і городини. За значні досягнення колгосп був відзначений на Всесоюзній сільськогосподарській виставці в м. Москві. Село розділило гірку долю всього українського села минулого століття: розкуркулення, голод 32-33 років з численними жертвами (голодною смертю померло біля 20-ти чоловік), арешти і виселення простих селян (часом і без вороття), так званих «ворогів колгоспного ладу і Радянської влади» (доля Гурського Лонгіна [Архівовано 31 січня 2011 у Wayback Machine.]).
В 1940 році навколишні хутори на польській карті Фастанівка (біля десятка хат, жителі поляки за національністю, до революції навколишні землі належали пані Фаустині, що мешкала в Варшаві), хутір Круківський, хутір Остроповичів і Бачинських (у жителів були гарні сади, пасіки) при проведенні політики укрупнення сіл були ліквідовані і їхні жителі були переселені в с. Червона Володимирівка. Загальна кількість домогосподарств склала близько 100 одиниць.
На початку липня 1941 р. відступаючий підрозділ Червоної Армії зайняв оборону на північних околицях села, була гармата і кулемет «максим», але бою не було — 78 втомлених бійців на ранньому світанку фактично були розстріляні німецькими автоматниками в невеличких окопах і в міжряддях квітучої картоплі. За період окупації біля тридцяти молодих людей (в основному дівчат) було вивезено на примусові роботи в Німеччину. Місцеві жителі в умовах жорстокого режиму (за одного вбитого німця у сусідньому селі Мар'янівка було розстріляно 22 жителя) протидіяли окупантам — переховували євреїв з містечка Любар (зокрема у хаті Гопало Олександри), допомагали партизанам житлом і продуктами, що було засвідчено врученням державних нагород в післявоєнний час. В січні-лютому 1944 року селяни поділились житлом і продуктами з вигнаними німцями з прифронтовій зони жителями сусідніх сіл Любарщини. В невеличких хатах розміщувалось до 30-40 біженців.
У ході Проскурівсько-Чернівецької військової операції війська 1-го Українського фронту 7 березня 1944 р. звільнили село від німецьких загарбників. Чоловіків призовного віку забрали до Червоної Армії, а силами жінок і хлопчаків був створений озброєний загін для нічного патрулювання і охорони села. На фронтах війни загинуло біля тридцяти чоловік. На могилі загиблих воїнів при обороні і звільненні села (загинуло сім військових Червоної Армії), а також для вшанування загиблих земляків в центрі села встановлений красивий пам'ятник (відкриття відбулося 9 травня 1965 року). В 1947 році жителі села працювали землекопами під час будівництва газопроводу Дашава-Київ, що проліг біля околиці села. В післявоєнний час колгосп носив назву імені Суворова.
22 травня 1957 року село було передано зі складу Любарського району Житомирської області до складу Вінницької області.
З часом місцевий колгосп був ліквідований і ввійшов до складу колгоспу ім. Ілліча с. Мар'янівка. За сумлінну працю багато колгоспників було відзначено орденами і медалями: Петришин Іван — завфермою, Зданевич Фелікс — будівельник, Яковчук Микола — комбайнер, Паламарчук Станіслава — ланкова. На колгоспному дворі було до десяти будинків-ферм, зерновий склад з обладнанням для очищення і зважування зерна, механічні майстерні, кузня, столярка, польовий стан з десятком тракторів різних типів, пара вантажних автомобілів, декілька зернових і бурякозбиральних комбайнів, повний комплект причіпного інвентарю для обробітку землі. З довоєнних років і до середини 60-х молов зерно дерев'яний вітряк (мельник Зданевич Павло). Славилось на всю округу село великою пасікою (пасічник Костюк Федір). З початком реформ в сільському господарстві в 90-х роках колгосп закінчив своє існування.
Цікаво і змістовно проводили своє дозвілля жителі села. В 30-50-х роках молодь збиралась по хатах на вечорниці, відзначали свята Андрія,Маланки з виконанням обряду, з піснями і танцями. Дівчата просили своїх мам зарізати півня і готували страви для спільного святкового столу (холодець, печеню, тушковану капусту, пампушки, гречану кашу, кисіль), хлопці створили оркестр в складі: мандоліна, скрипка, балалайка, гармошка, барабан. З часом був створений оркестр духових інструментів, без якого не проводились весілля, проводи до армії, святкові демонстрації, маївки. Репертуар складався з вальсів, польки, але особливою популярністю користувався марш «Варяг».
У післявоєнний час з'явився клуб, у якому силами молоді і учнів початкової школи регулярно проводились концерти до урочистих дат, демонструвались кінофільми. Певний час діяв драмгурток, силами якого на клубній сцені були зіграні п'єси «Назар Стодоля», «Наталка Полтавка» (виконавці ролей Дорощук Любов, Коваль Михайло, Тлустий Микола, Мельник Віктор). Зимовими вечорами ватаги дітей ходили від хати до хати з колядками і щедрівками. На футбольному і волейбольному майданчиках молодь змагалась в спортивних поєдинках 'вулиця на вулицю' і з командами сусідніх сіл. Лідерами в спортивних поєдинках були брати Гедзи (Володимир, Микола, Леонід), Костюк Іван, Дорощук Іван, Бачинський Франек.
12 травня 2016 року Верховна Рада підтримала перейменування села Червона Володимирівка на Володимирівка. 22 травня 2016 року перейменування набуло чинності.

## Мікротопоніми
Назви місцевостей села та околиць
- кутки села:
  - Видумка,
  - Шпиль,
- поля:
  - Степ,
  - Гурщина,
  - Фастанівка,
  - Камінщина,
  - Глибока дорога,
- криниця Земська,
- яр Макітрі.

## Поширені прізвища
Байба, Бачинський, Безносюк, Бондар, Бугира, Возний, Власюк, Гедз, Голюк, Гопало, Гуліцький, Гуль, Дідик, Дмитрук, Дорош, Дорощук, Зданевич, Ільчук, Криницький, Ковалінський, Ковалишин, Коваль, Костюк, Красильнюк, Лаврінов, Малянчук, Мельник, Менгерт, Мисечко, Огородник, Олійник, Онофрійчук, Паламарчук, Петришин, Прокопчук, Пшеничний, Рабцун, Раздішевський, Рибак, Ростківський, Синиця, Снігур, Солом'яний, Терешко, Тлустий, Харламов, Царук, Чабан, Шевченко, Шило, Яковчук, Яременко, Яремчук

## Населення
Село має одну вулицю, що простягнулась зі сходу на захід на 3 км. Східна частина села має назву «Видумка», а західна «Шпиль».
Джерелами доходів селян є декілька ставок в бюджетній сфері, зарплата за роботу в підприємців, пенсії, плата за здані паї в оренду, вирощення овочів і картоплі на присадибних ділянках, відгодівля великої рогатої худоби, свиней, птиці, продаж молока, бджільництво. Основна частина населення працює лише в приватному домогосподарстві. Школа розташована в с. Мар'янівка, останнім часом організований підвіз дітей.
Через виїзд молоді в міста і природні процеси кількість населення невпинно зменшується, а в післявоєнний час кількість мешканців сягала 650 чоловік.
За національним складом переважна більшість українці (за віросповіданням православні) і менша частина поляки (римо-католики), живуть всі в мирі і злагоді.

## Облаштування
В 1958 році за ініціативою Милостивого Петра (в минулому агронома Жданівського цукрозаводу) була збудована перша в нашій окрузі дизель-генераторна електростанція, на даху якої було виконано в металі метровими буквами гасло 'Вперед — до перемоги комунізму!' (завідувач Гедз Іван). Велику роботу з монтажу сільської електромережі і дротового радіо виконав Костюк Володимир. З початку 60-х років централізоване електропостачання. В 1988 році побудована дорога з твердим покриттям до села Мар'янівка з виїздом до автомобільної дороги Хмільник-Любар. В грудні 2005 року проведено в селі природний газ в основному за кошти жителів, завдяки клопотам місцевого сільського депутата Костюка Василя Федоровича. Започатковано будівництво індивідуальних водогонів і систем водовідведення. В селі була початкова школа, яка в 30-40хх роках розміщувалась в пристосованих приміщеннях, а потім в просторому будинку, що почали будувати ще за часів німецької окупації. Унаслідок скорочення кількості дітей школа в 80-х роках була закрита, а при ній і бібліотека. Покоління односельчан бережуть пам'ять про місцевих вчителів початкової школи — Ільчука Аркадія Даниловича, Будкевич Віру Павлівну, подружжя Семена Юхимовича і Паву Фаустинівну Тлустих, Слободянюк Ольгу Гаврилівну, Петришину Катерину Федорівну, Олійник Людмилу Павлівну. Вдячні селяни медпрацівникам фельдшерського пункту: Бондару Володимиру Івановичу, Жиліній Людмилі, Бондару Петру Івановичу. Сьогодні діє медпункт (фельдшер Онофрійчук Оксана), клуб, 2 торгових точки, раз на тиждень в центрі села комерсанти організовують невеличкий ярмарок з продажу самих необхідних товарів, кожен четвер мікроавтобус возить селян в м. Хмільник, добре покриття мобільним зв'язком. На відстані 500 метрів на схід від села є невеликих ліс (дуб, граб, шипшина, глід), на заході села розташований ставок, влітку можна скупатись, посидіти з вудочкою половити карасів. Завдяки далекій відстані від міст, промислових підприємств і великих автодоріг, чудова екологія — чисте повітря, смачна вода в неглибоких колодязях, зелені луки, сади.

## Фото

Пам'ятник загиблим воїнам
Медпункт